# 楠布赛姆
楠布赛姆（法語：Nambsheim，发音：[nambsaim]）是法国上莱茵省的一个市镇，属于科尔马-里博维莱区和恩西赛姆县（Ensisheim）。该市镇总面积10.03平方公里，2009年时的人口为592人。

## 人口
楠布赛姆人口变化图示